# Soleuvre
Soleuvre (tyska och luxemburgska: Zolwer är en ort i kommunen Sanem i Luxemburg. Soleuvre ligger 351 meter över havet och antalet invånare är 4 988.

## Bildgalleri

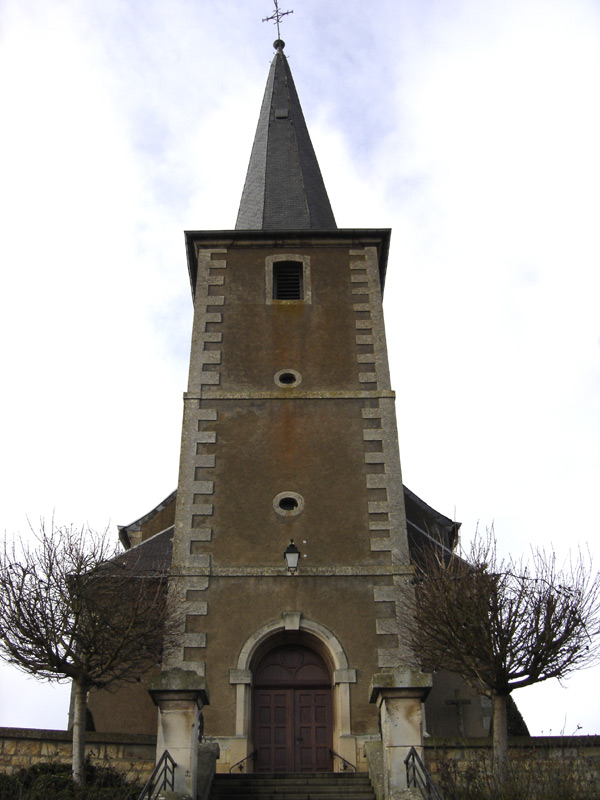
Kyrkan i Soleuvre
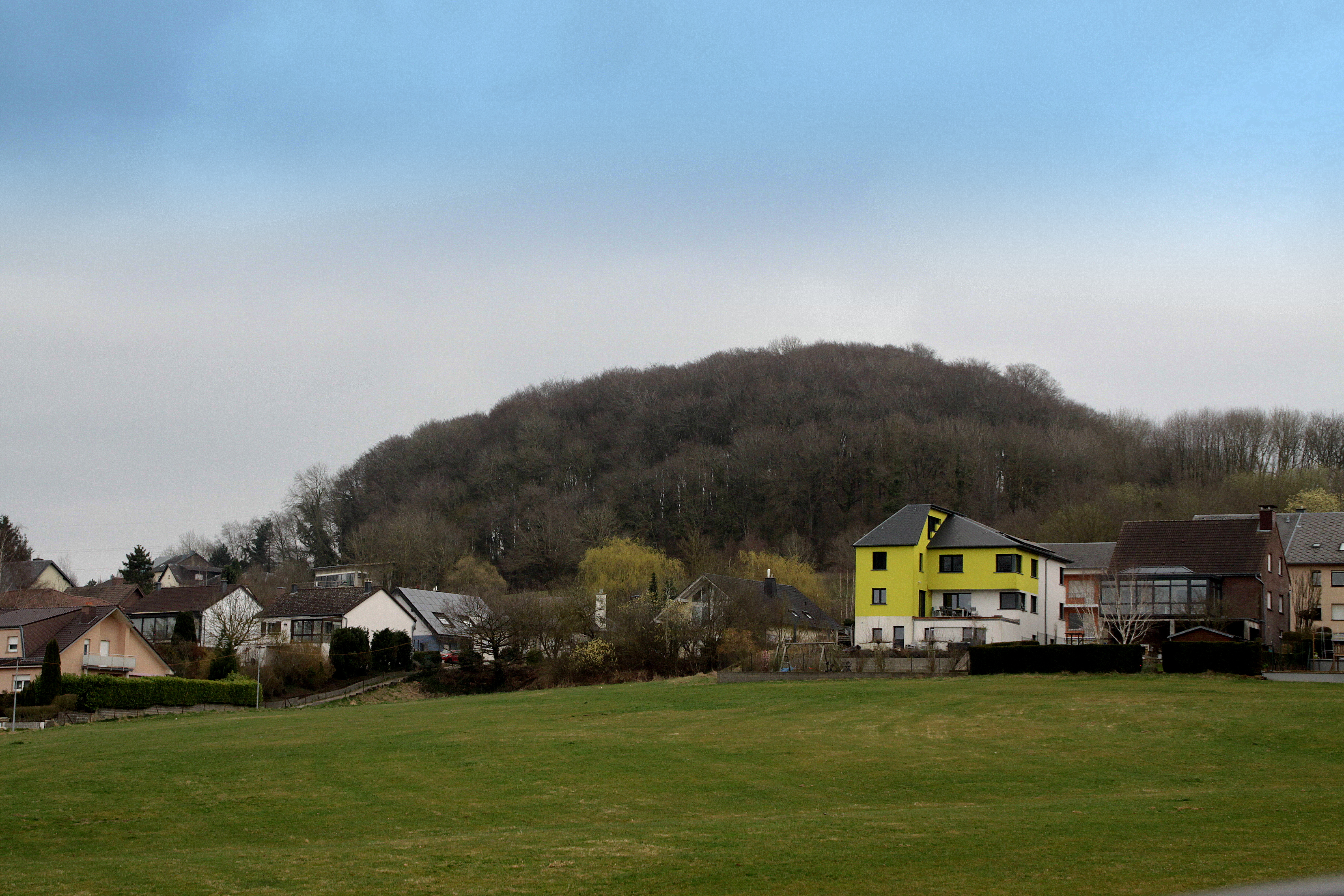
Lëtschet
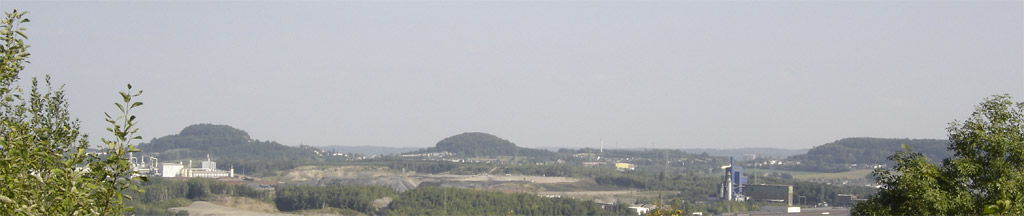
Kullarna Zolwerknapp till vänster och Lëtschet till höger